# Carl Lundbye
Christen Carl Lundbye, född den 25 april 1812 i Brundby på Samsø, död den 2 januari 1873 på Frederiksberg, var en dansk överste, politiker och minister, äldre bror till målaren J.Th. Lundbye.
Lundbye innehade flera ministerposter, bland annat var han krigsminister 1856-59 och på nytt 1863-64.